# Усть-Инцы
Усть-Инцы — деревня в Седельниковском районе Омской области. Входит в состав Кукарского сельского поселения.

## География
Стоит на месте впадения в реку Уй её притока — реки Инцыс.

## История
Основана в 1900 г.
В 1928 г. центр Усть-Инцыского сельсовета Седельниковского района Тарского округа Сибирского края.

## Население
| 1926 | 2010 |
| ---- | ---- |
| 104  | ↗186 |

### Гендерный состав
По данным Всероссийской переписи населения 2010 года в гендерной структуре населения из 186 человек мужчин — 90, женщин — 96 (48,4 и 51,6 % соответственно).

### Национальный состав
В 1928 г. основное население — русские.
Согласно результатам переписи 2002 года, в национальной структуре населения русские составляли 95 % от общей численности населения в 245 чел..

## Инфраструктура
Личное подсобное хозяйство. В 1928 г. состояла из 19 хозяйств.
Основа экономики — сельское хозяйство.

## Транспорт
Деревня доступна автотранспортом.